# Neoklaudiopolis
Neoklaudiopolis er det romerske navn for den tyrkiske by Vezirköprü i provinsen Samsun.

## Historie
Da romerne havde besejret Mithridates af Pontus, overlod de til Pompejus at organisere det tidligere kongedømme Pontos administrativt. Befolkningen i Phazemonitis havde hidtil levet spredt i mange små landsbyer, men Pompeius gjorde Andrapa til hovedby for området under navnet Neapolis, dvs "ny by". Andrapa havde både trafikal og strategisk betydning, da den lå ved en flodovergang på den vigtige landevej fra Nikopolis ved grænsen til Armenien til Pompeiopolis (nu Tasköprü) og Sinope (nu Sinop).
Under Claudius eller Nero skiftede byen navn til ære for kejserhuset. Da der allerede fandtes en Klaudioupolis i det nordlige Lilleasien, kom Andrapa til at hedde Neoklaudiopolis. Da kristendommen blev anerkendt i 300-tallet e.Kr., blev Neoklaudiopolis bispesæde, men biskopperne brød sig ikke om den hedenske kejser Claudius og foretrak byens gamle navn, Andrapa.

## Arkæologi
Der er fundet mere end 100 antikke indskrifter i området omkring Vezirköpru, herunder adskillige romerske milesten. En byhøj ved Oymaagac nogle kilometer nordøst for byen er muligvis identisk med den hetitiske kongeby Nerik. Byhøjen er ved at blive udgravet af et forskerteam fra Freie Universität Berlin.